# Ісраель Баскон
Ісраель Баскон (ісп. Israel Bascón; нар. 16 березня 1987, Утрера) — іспанський футболіст, що грав на позиції півзахисника.

## Ігрова кар'єра
Народився 16 березня 1987 року в Утрері. Вихованець футбольної школи клубу «Реал Бетіс». У дорослому футболі дебютував 2004 року виступами за «Реал Бетіс Б», а наступного року дебютував в іграх головноуї команди клубу і протягом двох сезонів взяв участь у 16 іграх Ла-Ліги.
Протягом сезону 2006/07 здобував ігровий досвід к друголіговій «Мериді» на правах оренди, повернувшись з якої, утім, продовжив виступи лише у другій команді «Бетіса». До його основної команди повернувся лише у сезоні 2010/11, по завершенні якого команду залишив.
Згодом грав у Сегунді за «Херес». 2013 року був орендований грецькою «Верією», у складі якої, утім, так і не дебютував. Натомість повернувся на батьківщину, де у сезоні 2013/14 провів 20 ігор за третьоліговий «Альбасете», допомігши його команді здобути підвищення в класі до другого дивізіону. Однак на цьому рівні вже не заграв, хоча й перебував на контракті із клубом до 2016 року.